# Le Luc
Le Luc este o comună în departamentul Var din sud-estul Franței. În 2009 avea o populație de 9.270 de locuitori.

## Evoluția populației
| An        | 1975  | 1982  | 1990  | 1999  | 2006  | 2009  |
| --------- | ----- | ----- | ----- | ----- | ----- | ----- |
| Populație | 5.626 | 6.049 | 6.929 | 7.282 | 8.711 | 9.270 |